# Мечеть имени Пророка Мухаммеда (Махачкала)
Мече́ть и́мени Проро́ка Муха́ммеда — строящаяся мечеть в Махачкале. Располагается в Ленинском районе города к северу от дороги, связывающей центральные районы Махачкалы с Каспийском и аэропортом Уйташ.

## Описание
По состоянию на 2022 год предполагалось, что одновременно в мечети смогут совершать намаз около 23 тысяч верующих, площадь здания составит 30 тысяч м², высота — 17 метров. Габариты мечети в плане составляют 218.2 х 167.8 м. Духовный центр имени пророка Исы (Иисуса Христа), в центре которого будет располагаться мечеть пророка Мухаммеда на 20 тысяч человек, расположен более чем на 30 гектарах.
Мечеть в Махачкале была спроектирована по облику мечети Пророка Мухаммеда в Медине.

## История
В 2015 году было объявлено о планах построить за счёт добровольных пожертвований жителей Дагестана мечеть между Махачкалой и Каспийском вместимостью до 50 тысяч человек. Строительство было начато по инициативе муфтия Дагестана Ахмеда Абдулаева.
По состоянию на 2022 год стоимость комплексного проекта благоустройства, включающего масштабное благоустройство заболоченных территорий у Каспийского моря, возведение мечети имени Пророка Мухаммеда с музеем и духовным центром, а также строительство гостиницы и торгового центра, оценивалась в 7 миллиардов рублей.